# مغالطات الالتباس
مغالطات الالتباس أو الغموض (بالإنجليزية: fallacies of ambiguity)‏ هي مجموعة من المغالطات غير الصورية تحتوي على نوع من الغموض في المعنى بحيث من الممكن أن يكون للفظ عدة تفسيرات، وبالتالي يكون المعنى المقصود للكلام محتمل، وهذا بدوره يخلق حالة من الالتباس. وتشمل مغالطات الالتباس:
- مغالطة النبرة
- مغالطة التباس المبني/اشتراك التركيب
- مغالطة أنف الجمل.